# Natilyaxaltik
Natilyaxaltik är en ort i Mexiko.   Den ligger i kommunen Larráinzar och delstaten Chiapas, i den sydöstra delen av landet, 700 km öster om huvudstaden Mexico City. Natilyaxaltik ligger 1 903 meter över havet och antalet invånare är 104.
Terrängen runt Natilyaxaltik är kuperad åt sydväst, men åt nordost är den bergig. Runt Natilyaxaltik är det ganska tätbefolkat, med 166 invånare per kvadratkilometer. Närmaste större samhälle är El Bosque, 18,0 km norr om Natilyaxaltik. Omgivningarna runt Natilyaxaltik är en mosaik av jordbruksmark och naturlig växtlighet.